# Science Fiction and Fantasy Writers of America
Science Fiction Writers of America (SFWA, tłum. Stowarzyszenie Amerykańskich Pisarzy Science Fiction) – stowarzyszenie założone w 1965 roku przez Damona Knighta. Organizacja zmieniła swą nazwę na Science Fiction and Fantasy Writers of America, Inc. (tłum. Stowarzyszenie Amerykańskich Pisarzy Science Fiction i Fantasy), ale wciąż jest znana pod akronimem SFWA, po krótkim czasie stosowania skrótu SFFWA.
SFWA jest organizacją non-profit, zrzeszającą pisarzy science fiction i fantasy. Członkostwo jest ograniczone do profesjonalnie publikujących autorów, gdzie minimalnym wymogiem jest sprzedaż jednej powieści lub scenariusza, albo też trzech krótkich opowiadań opublikowanych w czasopismach z odpowiednim nakładem. Określenie „Amerykańskich” w nazwie organizacji odnosi się do faktu, że autorzy (niezależnie od miejsca zamieszkania i narodowości) muszą być opublikowani w Stanach Zjednoczonych, by móc się zakwalifikować na członka stowarzyszenia. SFWA w 2001 roku zrzeszało około 1200 członków.
SFWA co roku nadaje nagrodę Nebula za najlepsze opowiadanie, nowelę, powieść, krótką formę literacką i scenariusz dramatyczny. Nadaje także Nagrodę Andre Norton za najlepszą powieść „Młodego Dorosłego”. Zależnie od okazji nadaje także Nagrodę imienia Raya Bradbury’ego za prezentację dramatyczną oraz wyróżnienie Author Emeritus, dla pisarza, którego najbardziej wpływowe dzieła zostały wydane dużo wcześniej i później zapomniane. Kolejnym wyróżnieniem SFWA jest Grand Master Award za ponadprzeciętne zasługi na przestrzeni całego życia na polu science-fiction i fantasy.
SFWA zarządzą także stroną internetową z informacjami dla pisarzy. Jedną z jej popularnych funkcji jest „Ostrzegacz Pisarzy”, który kataloguje różne przypadki scamu i przestrzega przed nierzetelnymi wydawcami (z gatunku niskobudżetowych).
Honorowym członkiem SWFA był Stanisław Lem.

## Przewodniczący
- Damon Knight (1965–1967)
- Robert Silverberg (1967–1968)
- Alan E. Nourse(inne języki) (1968–1969)
- Gordon R. Dickson (1969–1971)
- James E. Gunn (1971–1972)
- Poul Anderson (1972–1973)
- Jerry Pournelle (1973–1974)
- Frederik Pohl (1974–1976)
- Andrew J. Offutt(inne języki) (1976–1978)
- Jack Williamson (1978–1980)
- Norman Spinrad (1980–1982)
- Marta Randall(inne języki) (1982–1984)
- Charles Sheffield(inne języki) (1984–1986)
- Jane Yolen (1986–1988)
- Greg Bear (1988–1990)
- Ben Bova (1990–1992)
- Joe Haldeman (1992–1994)
- Barbara Hambly(inne języki) (1994–1996)
- Michael Capobianco(inne języki) (1996–1998)
- Robert J. Sawyer (1998)
- Paul Levinson(inne języki) (1998–2001)
- Norman Spinrad (ponownie) (2001–2002)
- Sharon Lee(inne języki) (2002–2003)
- Catherine Asaro (2003–2005)
- Robin Wayne Bailey(inne języki) (2005–2007)
- Michael Capobianco(inne języki) (2007–2008)
- Russell Davis(inne języki) (2008–2010)
- John Scalzi (2010–2013)
- Steven Gould (2013–2015)
- Cat Rambo(inne języki) (2015–2019)
- Mary Robinette Kowal (2019–)